# Incidente del Clipper Panama
Il Clipper Panama, un Douglas DC-6B, era un volo cargo partito da Francoforte a New York. Il 22 giugno 1959 prese fuoco durante il decollo e fu distrutto. Tutti e sei i membri dell'equipaggio di volo e due passeggeri sopravvissero al disastro.

## L'aereo e l'incidente
Il Douglas DC-6B della Pan American Airways, immatricolato N5026K e denominato Clipper Panama, fu consegnato alla compagnia aerea il 28 maggio 1954. Nel 1958 passò un po' di tempo in leasing presso la National Airlines, ma fu poi restituito alla Pan Am.
Il 22 giugno 1959, effettuando un volo charter, il Clipper Panama partì da Francoforte in direzione di New York con fermate intermedie all'aeroporto di Heathrow e all'aeroporto di Shannon. Il comandante Robert Realm e il primo ufficiale Henry R. Hayes erano a bordo completando un equipaggio di quattro persone, più due passeggeri. Dopo aver fatto rifornimento a Shannon, l'aereo si stava preparando per il decollo e, applicando piena potenza ai motori, si udì un forte rumore, portando alla decisione di annullare la procedura. Poco dopo che il motore n° 4 si era staccato dall'ala scoppiò un incendio, distruggendo l'aereo subito dopo che l'equipaggio e i passeggeri fuggirono in 30 secondi tramite lo scivolo d'emergenza. Sei cani morirono nella stiva, e un'autopompa dei vigili del fuoco dell'aeroporto che combatteva l'incendio prese fuoco e venne distrutta.
Secondo il Dublin Evening Herald, il carico e parte della posta andarono distrutti nell'incendio risultante, ma non è chiaro dove fosse stata caricata la posta.

## Causa dell'incidente
Il motore n° 4 aveva subito un guasto da fatica della pala dell'elica n° 1. Secondo i risultati di laboratorio, la pala era stata precedentemente piegata, il che causò "l'interruzione delle sollecitazioni di compressione nell'area pallinata della pala dell'elica", essendo la causa probabile perché i carichi sbilanciati sui supporti del motore provocarono la separazione dell'intero motore.